# Martín Cáceres
José Martín Cáceres Silva (* 7. dubna 1987 Montevideo) je uruguayský profesionální fotbalista, který hraje na pozici středního obránce za americký klub Los Angeles Galaxy a za uruguayský národní tým.

## Reprezentační kariéra
Cáceres nastupoval v uruguayské mládežnické reprezentaci U20.
V A-týmu Uruguaye debutoval 12. 9. 2007 v přátelském zápase proti reprezentaci Jihoafrické republiky (remíza 0:0). Celkově za uruguayský národní výběr odehrál 68 zápasů a vstřelil v něm 3 branky (k 17. 11. 2015). Zúčastnil se dvou Mistrovství světa (v roce 2010 a 2014), turnaje Copa América 2011 v Argentině a Konfederačního poháru FIFA 2013 v Brazílii.